# Georgi Milanov
Georgi Milanov bolgár válogatott labdarúgó. Hét éven át az orosz CSZKA Moszkva csatára volt. A posztja: szélső támadó.

## Góljai a bolgár válogatottban
| #  | Dátum               | Ellenfél         | Eredmény | Kiírás              | Esemény |
| -- | ------------------- | ---------------- | -------- | ------------------- | ------- |
| 1. | 2012. szeptember 7. | Olaszország      | 2 – 2    | Vb-selejtező        | 66'     |
| 2. | 2014. március 5.    | Fehéroroszország | 2 – 1    | barátságos mérkőzés | 14' 72' |

## Sikerei, díjai

### Klubcsapatokban
Litex Lovecs
- Bolgár bajnok (2) 2010–2011, 2009–2010
- Bolgár Szuperkupa győztes (1) 2010

 CSZKA Moszkva
- Orosz bajnok (1)	2013–2014
- Orosz Szuperkupa győztes (2) 2013, 2014

 Fehérvár
- Magyar kupagyőztes: 2018–19
- Magyar labdarúgó-bajnokság ezüstérmes: 2018–19, 2019–20

 Levszki Szofija
- Bolgár kupagyőztes: 2021–22

### Egyéni
- Az év bolgár labdarúgója 2012 (1)
- Bolgár labdarúgó-bajnokság (első osztály) év játékosa (1) 2012